# One Pocket
One Pocket bzw. One-Pocket ist eine Variante des Poolbillards.
Das Spiel kommt aus den USA – wo man es oft auch one hole oder kurz 1p, bzw. 1h nennt – und wird mit allen 15 Kugeln auf einem 9 Fuß-Poolbillardtisch gespielt. Ähnlich wie beim 14/1 zählt jede Kugel einen Punkt und es wird nicht wie beim 8-Ball oder 9-Ball zwischen den Kugeln unterschieden. Die Besonderheit des One-Pocket, welche es von allen anderen Spielarten des Billards unterscheidet, ist nun, dass für den Spielenden nur Bälle zählen, die in sein vorher ausgemachtes Loch fallen. Die Kugeln müssen dabei jedoch nicht angesagt werden. Die Taschen der beiden Spieler sind die beiden Fußtaschen am unteren Ende des Tisches. Welcher Spieler seine Kugeln in welches Loch zu spielen versucht, wird zu Beginn des Spiels bestimmt.
One-Pocket wird schon seit Anfang des 20. Jahrhunderts gespielt und übte eine große Rolle auf die Entwicklung des Poolbillardsportes allgemein aus.

## Regeln und Ablauf

### Aufbau & Break

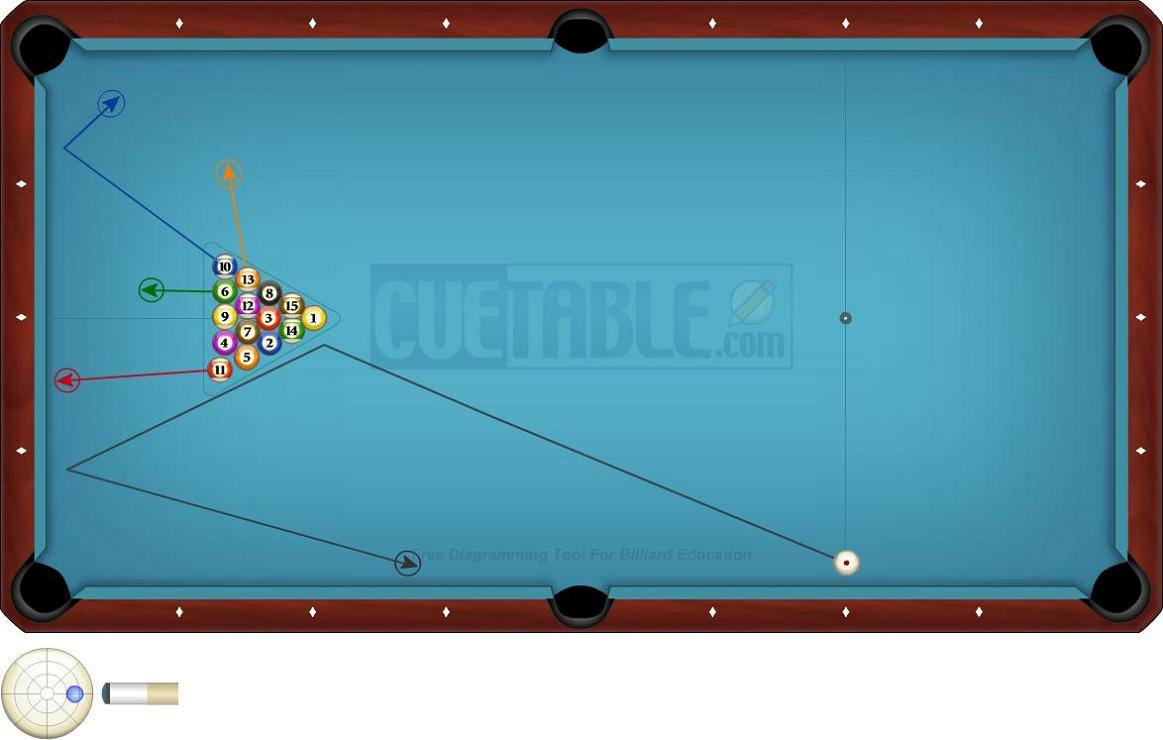
Typischer One-Pocket-Anstoß

Aufgebaut wird im Dreieck, wobei alle 15 Kugeln in beliebiger Formation aufgestellt werden.
Ein Spiel One-Pocket wird fast immer mit einem Sicherheitsanstoß eröffnet, welcher meist vom Gewinner des Ausstoßens durchgeführt wird.
Dabei wird der Spielball auf die Kopflinie und in die Nähe der Seitenbande gelegt und der Spieler versucht die ersten beiden Objektbälle des Dreiecks so zu treffen, dass Bälle nur in die andere Richtung des Tisches bewegt werden und die Weiße an die kurze untere Bande läuft. Dabei wird meist Gegeneffet verwendet. Siehe dazu auch die nebenstehende Grafik.
Der Anstoßende hat nun das Loch gewählt, in dessen Richtung die Kugeln beim Anstoß gerollt sind – die Lochwahl durch den Anstoß ist so offensichtlich, dass die Taschen meist gar nicht vor dem Spiel festgelegt werden.
Durch diese Lage der Kugeln ergibt sich, dass der Anstoß beim One-Pocket sehr wichtig ist und der Gewinner des Ausstoßens so gut wie immer wählt, das Spiel zu beginnen.

### Lochen von Kugeln
Bälle zählen nur dann als gelocht, wenn sie ohne Foul in die vorher für den Spieler festgelegte Tasche gespielt werden. Bälle, die in eine der anderen 5 Taschen gehen, werden wieder aufgesetzt.

### Ziel des Spiels
Das Ziel beim Spielen von One-Pocket ist es, vor dem Gegner acht Kugeln korrekt in seine Tasche zu versenken – also als Erster acht Punkte zu erreichen. Ausspielziele können von den beiden Spielern festgelegt werden, wobei diese beim One-Pocket meistens eher kurz angelegt werden.

### Fouls
Beim One-Pocket gelten die klassischen Fouls aller Poolbillarddisziplinen. Wenn die Spielkugel fällt oder vom Tisch springt, darf der andere die Spielkugel im Kopffeld verlegen – bei allen anderen Fouls muss die Spielkugel liegen gelassen werden.
Wie beim 14/1 wird bei einem Foul ein Punkt abgezogen (Negative Punkte sind möglich). Daher muss auch ein bereits vom Foulenden korrekt gelochter Ball wieder aufgebaut werden. Hat dieser noch keinen Ball gelocht, muss der nächste von ihm gelochte Objektball wieder am Ende der jeweiligen Aufnahme aufgesetzt werden. Wird bei einem Foul ein Objektball gelocht, so kommt dieser auch auf den Fußpunkt. Geschieht dies in die Tasche des Gegners, so zählt dieser Punkt für den Gegner nur, wenn der Spielball bei dem Foul nicht vom Tisch fällt oder in eine Tasche rollt (z. B.: Durchstoß).
Ebenfalls gilt beim One-Pocket die Drei-Foul-Regel, welche aber bei privaten Spielen oft auf Wunsch der Spieler ausgesetzt wird.
Absichtliche Fouls sind erlaubt und spielen eine große Rolle in Taktik und Spielablauf.

### Wiederaufsetzen von Kugeln
Dieser Teil ist wohl einer der kompliziertesten der Regeln von One-Pocket. Allgemein lässt sich sagen, dass mehrere aufzusetzende Kugeln wie beim 14 und 1 endlos hintereinander vom Fußpunkt in Richtung der nahen kurzen Bande zurückgelegt werden müssen. Ist dort kein Platz mehr, muss die entgegengesetzte Richtung benutzt werden.
Immer wenn eine Kugel in eine der vier neutralen Taschen gelocht wird oder der Spieler noch Bälle von vorangegangenen Fouls schuldet, werden diese am Ende dessen letzter Aufnahme aufgesetzt. Locht ein Spieler alle auf dem Tisch verbliebenen Kugeln, hat aber aufgrund von Fouls noch nicht die Acht-Punkte-Grenze erreicht, so werden die geschuldeten Kugeln nun alle gleichzeitig zurückgelegt und der Spieler darf seine Aufnahme fortsetzen.

## One-Pocket als Zockerspiel
One-Pocket wird in den USA sehr oft um Geld gespielt. Damit Unterschiede in den Spielstärken zweier Kontrahenten ausgeglichen werden können, haben sich Sonderregeln und Handicaps eingebürgert.
Meistens wird dies erreicht, indem ein Spieler mehr bzw. weniger als die erforderlichen 8 Kugeln lochen muss. Für diese Handicaps haben sich bestimmte Schreibweisen etabliert – z. B.:
- 8-5: Ein Spieler muss nur 5 Bälle lochen, um zu gewinnen. Ein solches Handicap sorgt für ein schnelles Spiel, da im längsten Fall lediglich 12 Kugeln gelocht werden müssen.
- 10-6: Der stärkere Spieler muss 10 Bälle lochen, der schwächere dagegen nur 6. Hier kann es zu der spannenden Situation kommen, dass beide Spieler die letzte auf dem Tisch liegende Kugel für den Sieg benötigen
- 12-8: Insgesamt werden hier mehr als die 15 verfügbaren Bälle benötigt. Der auf 12 Spielende muss also seine ersten 4 gelochten Bälle am Ende seiner Aufnahme zurücksetzen.

Des Weiteren kann der stärkere Spieler dem schwächeren das Break überlassen oder es gelten exotische Handicaps wie das Spielen mit einer Hand.

## Verbreitung

### USA
Da der Ursprung von One-Pocket in den USA liegt, ist das Spiel auch dort noch am meisten verbreitet und sehr beliebt. Hier wird es von vielen als die schwierigste aller Poolbillarddisziplinen angesehen und sowohl um Geld als auch in Turnieren gespielt.

### Europa
In Europa genießt One-Pocket noch ein Schattendasein und wird nur in sehr wenigen Turnieren gespielt.

### Turniere
Besonders in Amerika gibt es einige große One-Pocket-Turniere; beispielsweise die US Open One-pocket Championship, das Derby City One-pocket event oder die Legends of One-pocket.
In Europa werden hingegen nur kleinere Veranstaltungen wie die 1e HOB One Pocket Challenge in Weert oder das jährlich stattfindende Leipzig One-Pocket Open angeboten.

## Berühmte Spieler
In den letzten 40–50 Jahren haben sich immer wieder Spieler herauskristallisiert, welche besonders für ihre großen Leistungen oder neue Spielansätze berühmt wurden. Zu nennen sind hierbei z. B.:
- Ronnie Allen: der wohl bekannteste One-Pocket-Spieler der 60er und 70er, der durch seinen sehr offensiven Stil und bemerkenswertes einhändiges Spielen bekannt wurde.
- Grady Mathews (The Professor): gewann besonders viele Turniere in den 80er- und 90er-Jahren und ist wegen seiner Analytik und großen Wissens, welches er auch als Buchautor und Kommentator preisgibt, in der Billardszene berühmt.
- Efren Reyes: Von vielen als bester Billardspieler aller Zeiten bezeichnet, zeigt sich seine Dominanz besonders beim One-Pocket. Viele Experten sind der Meinung, dass Reyes One-Pocket in den letzten 20 Jahren in eine neue Ära geführt hat.

Des Weiteren wurde eine One-Pocket-Hall-of-Fame eingerichtet, die regelmäßig Sportler wegen ihrer wichtigen Beiträge zum Spiel aufnimmt.